# Scooter-Variomatic

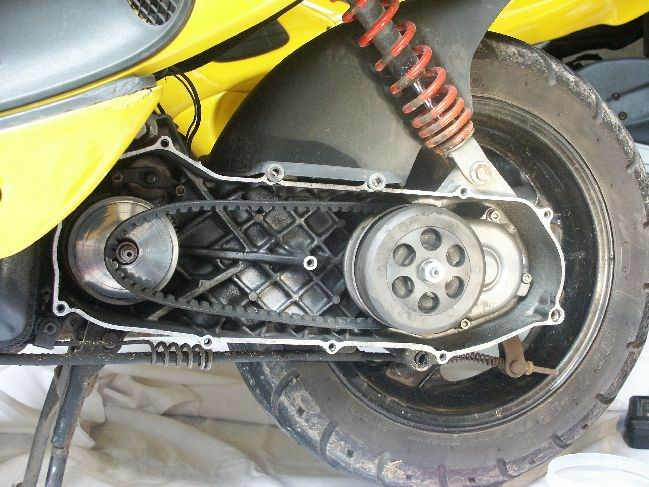
Transmissie van een scooter; links poelie met ontbrekende buitenste poeliehelft, te zien is de poeliehelft waarachter zich de vario bevindt, in het midden de getande V-snaar, rechts de centrifugaalkoppeling met koppelingshuis, en rechts daarvan de gedeeltelijk zichtbare eindvertraging

Een Scooter-Variomatic is een automatische transmissie bij scooters, die ervoor zorgt dat de overbrengingsverhouding tussen motor en achterwiel voortdurend traploos wordt aangepast, waardoor een optimaal toerental van de motor wordt verkregen, en deze de best mogelijke prestatie kan leveren.

## Werking
De transmissie bestaat uit een vario, een koppeling en een eindvertraging. De overbrengingsverhouding wordt veranderd door middel van een getande V-snaar die over verstelbare poelies loopt. De vertanding van de V-snaar heeft geen aandrijvende functie, maar dient enkel om de buigzaamheid te verbeteren.
De voorste poelie, die rechtstreeks aangedreven wordt door de krukas van de motor, bestaat uit twee helften met een schuin loopvlak waarvan de binnenste verschuifbaar is over de as. Hierachter bevindt zich de zogeheten vario, die bestaat uit een verstelmechanisme in de vorm van schuin lopende gootjes waarin cilindervormige rollen zitten.
De achterste poelie heeft eveneens verschuifbare helften met een schuin loopvlak. Op de poelie is een centrifugaalkoppeling gemonteerd, het koppelingshuis ervan is via de eindvertraging verbonden met het achterwiel van de scooter. De koppeling zorgt ervoor dat de motor kan lopen zonder dat de scooter rijdt. Tussen de koppeling en de verschuifbare buitenste poeliehelft, is een drukveer aangebracht die beide helften met kracht tegen elkaar duwt.
De eindvertraging zorgt voor de benodigde reductie van het toerental, en bestaat uit een aantal tandwielen. Op de ingaande drijvende as is het koppelingshuis gemonteerd, terwijl op de uitgaande aangedreven as het achterwiel is bevestigd. De ingaande as van de eindvertraging is omgeven door zowel de poelie als de koppeling, deze laatste is op zijn beurt weer omringd door het koppelingshuis.
Bij een toenemend toerental worden de rollen van de vario steeds verder naar buiten geslingerd. Deze duwen ten gevolge hiervan de binnenste verschuifbare poeliehelft naar de buitenste, vaste poeliehelft toe. Doordat de rollen harder gaan drukken dan de drukveer bij de achterste poelie, wordt de diameter waarover de V-riem loopt bij de voorste poelie groter, en bij de achterste poelie kleiner. Als het toerental van de motor afneemt wordt de uitgeoefende druk van de rollen minder, de tegendruk van de drukveer zorgt er dan voor dat de V-snaar van de voorste poelie zakt en bij achterste poelie stijgt.